# Tournoi de tennis de l'Oklahoma
Le tournoi de l'Oklahoma (États-Unis) est un tournoi de tennis féminin du circuit professionnel WTA organisé dans la ville d'Oklahoma City.
En 2001, les droits de l'épreuve de la période 1986-2001 furent rachetés par les organisateurs du Tournoi de Memphis qui ne présentait pas de tableau féminin : le palmarès pour cette période y est disponible. 

## Palmarès

### Simple
| No | Date       | Nom et lieu du tournoi                    | Catégorie   | Dotation | Surface         | Vainqueure       | Finaliste          | Score         |         |
| -- | ---------- | ----------------------------------------- | ----------- | -------- | --------------- | ---------------- | ------------------ | ------------- | ------- |
| 1  | 25-01-1971 | Virginia Slims of Oklahoma, Oklahoma City |             | 12 500 $ | Dur (int.)      | Billie Jean King | Rosie Casals       | 1-6, 7-6, 6-4 | Tableau |
| 2  | 16-02-1972 | Virginia Slims of Oklahoma, Oklahoma City | WT Pro Tour | 20 000 $ | Moquette (int.) | Rosie Casals     | Valerie Ziegenfuss | 6-4, 6-1      | Tableau |

### Double
| No | Date       | Nom et lieu du tournoi                   | Catégorie   | Dotation | Surface         | Vainqueures                   | Finalistes                        | Score           |         |
| -- | ---------- | ---------------------------------------- | ----------- | -------- | --------------- | ----------------------------- | --------------------------------- | --------------- | ------- |
| 1  | 25-01-1971 | Virginia Slims of Oklahoma Oklahoma City |             | 12 500 $ | Dur (int.)      | Rosie Casals Billie Jean King | Mary-Ann Eisel Valerie Ziegenfuss | 6-7, 6-0, 7-5   | Tableau |
| 2  | 16-02-1972 | Virginia Slims of Oklahoma Oklahoma City | WT Pro Tour | 20 000 $ | Moquette (int.) | Rosie Casals Billie Jean King | Judy Tegart-Dalton Françoise Dürr | 6-74, 7-62, 6-2 | Tableau |